# Льето, Жозеф
Жозе́ф Льето́ (фр. Joseph Lieutaud; 21 июня 1703, Экс-ан-Прованс — 6 декабря 1780, Версаль) — французский врач, анатом, придворный врач короля Людовика XVI (фр. Louis XVI).
Член Королевской Академии наук (1735, корреспондент; 1751, adjoint anatomiste), Лондонского королевского общества (1739).

## Биография
Жозеф Льето родился в семье адвоката Жана Батиста Льето (фр. Jean Baptiste Lietaud) и Луизы де Гаридель (фр. Louise de Garidel) в городе Экс-ан-Прованс на юге Франции. Дядей Жозефа был известный ботаник Пьер Жозеф Гаридель (фр. Pierre Joseph Garidel), возможно, именно он возбудил в племяннике интерес к естественным наукам. В 1725 году получил лицензию врача и отправился в Монпелье, чтобы совершенствовать мастерство. В 1731 году вернулся в Экс-ан-Прованс, где занял место врача в больнице святого Жака (фр. Hôpital saint-Jacques).
В 1750 году Жан Батист Сенак, придворный врач короля Людовика XV, пригласил Жозефа Льето в Версаль, где последний стал врачом детей французского монарха. Параллельно преподавал в Парижском университете, впоследствии Жозеф Льето возглавил медицинский факультет этого же университета. В 1774 году по Франции пронеслась эпидемия оспы, погиб Людовик XV. Жозеф Льето, благодаря своим знаниям, сумел спасти наследника престола Людовика, герцога Беррийского, от заражения и смерти. После того, как Людовик был коронован, он назначил Жозефа своим врачом.
Жозеф Льето пользовался глубоким уважением Людовика XVI. После того, как в 1780 году Жозеф скончался, Луи XVI организовал достойные похороны в Версале.

## Названы именем Льето

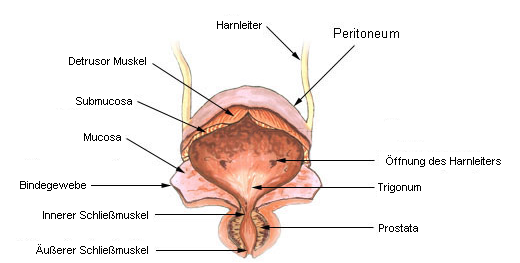
Строение мочевого пузыря

- Одна из улиц в центре Экс-ан-Прованса — Улица Льето (фр. Rue Lieutaud)[5].
- Мочепузырный треугольник (trigonum vesicae; треугольник Льето) — анатомическое образование в человеческом организме, расположенное в области дна мочевого пузыря. Ограничено устьями мочеточников сбоков и внутренним отверстием мочеиспускательного канала снизу. Клиническая особенность этого участка состоит в том, что здесь чаще наблюдается возникновение воспалительных процессов (тригонит), лейкоплакии и опухолей.

## Книги
- Précis de médecine pratique — главный труд Льето, принёсший ему широкую известность в научном обществе.
- Essais anatomiques (1740)
- Synopsis universae praxeos-medicae (1765)
- Historia anatomico-medica (1767)
- Anatomie historique et pratique (1776)

##### Изданные посмертно
- Précis de la matière médicale (1793)
- Synopsis of the universal practice of medicine (1816)

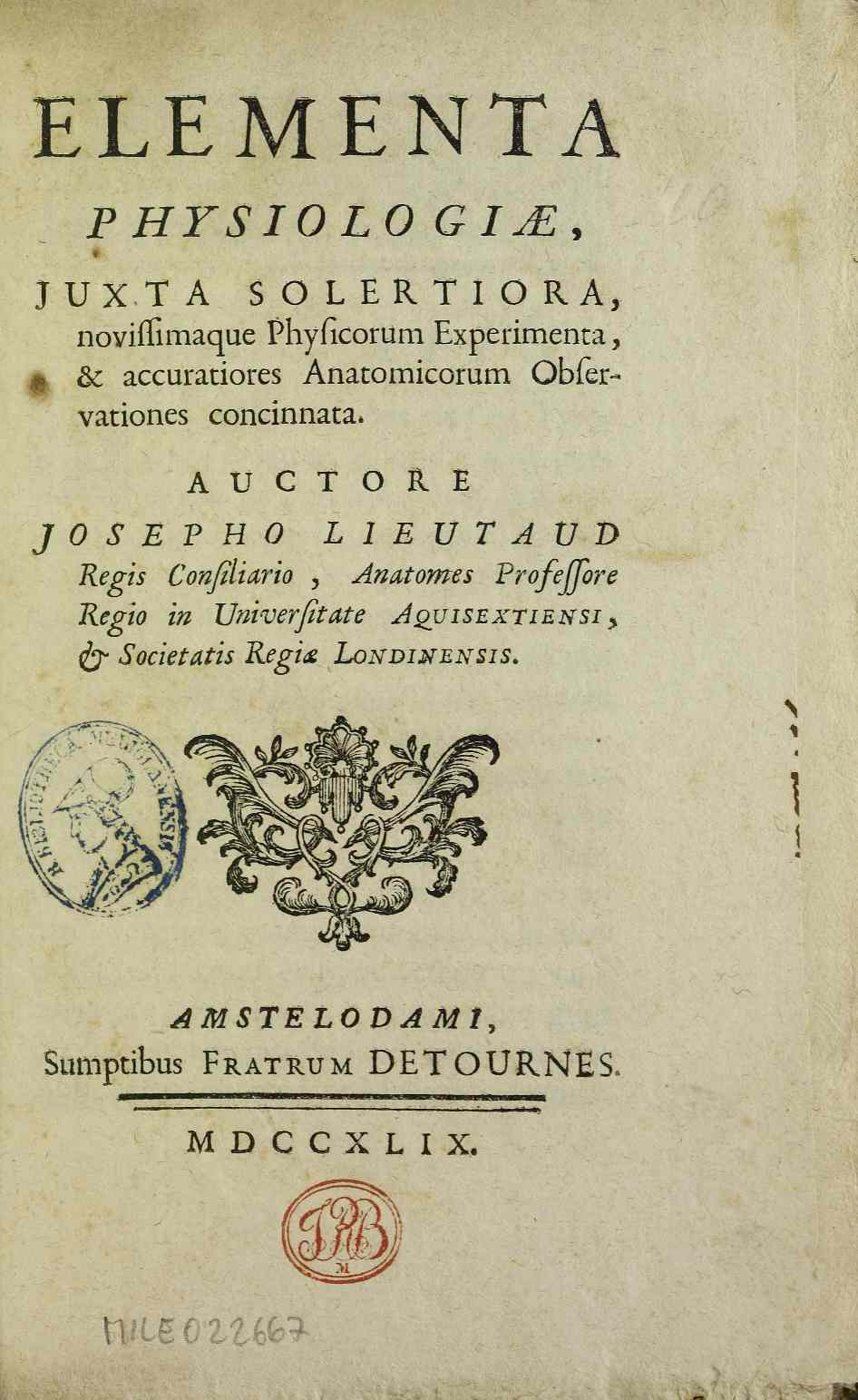
Elementa physiologiae, 1749
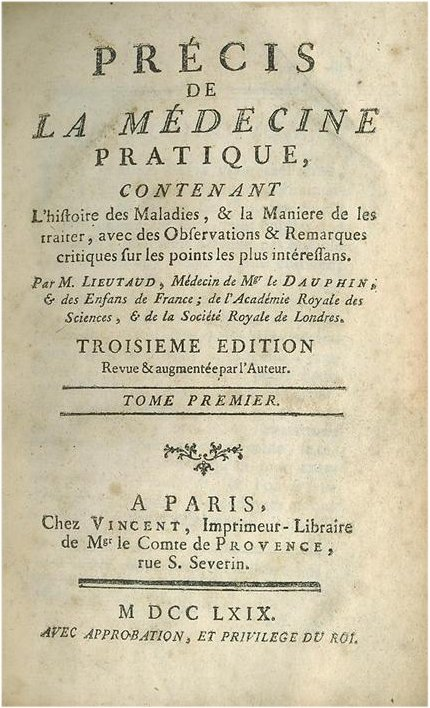
Титульный лист одной из книг Льето.